# Shūkan Young Jump
Shūkan Young Jump (週刊ヤングジャンプ Shūkan Yangu Janpu?) es una revista semanal de manga del tipo seinen, lanzada en 1979 por Shūeisha como parte de la línea de revistas Jump.
La publicación de Kuni ga Moeru (国が燃える?), de Hiroshi Motomiya, fue criticada en el año 2004 debido a su interpretación de la masacre de Nankín.

## Manga publicado por Shūkan Young Jump
| Manga | Autor                                                    | Año                |
| --- | -------------------------------------------------------- | ------------------ |
| 20XX-nen Level-up Saigai - Kami Kara Sazukarishi Aratanaru Chikara (20XX年レベルアップ災害～神から授かりし新たなる力～?)                                                                          | Takuya Uchida                                            | Marzo de 2022      |
| Batsu Hare (ハツハレ?) | Minori Inaba                                             | Marzo de 2022      |
| Bungo | Yūji Ninomiya                                            | Diciembre de 2014  |
| Futaribocchi no OtaCir no Hime (ふたりぼっちのオタサーの姫?) | Cool Kyoushinja                                          | Abril de 2020      |
| Gantz:E (ガンツ:E?) | Hiroya Oku, Kagetsu Jin                                  | Enero de 2020      |
| Illios (イリオス?) | Masaki Enjoji                                            | Abril de 2022      |
| Junket Bank (ジャンケットバンク?) | Ikko Tanaka                                              | Julio de 2020      |
| Kaguya-sama wa Kokurasetai〜Tensei-tachi no Renai Zunō-sen〜 (かぐや様は告らせたい〜天才たちの恋愛頭脳戦〜?)                                                                                      | Aka Akasaka                                              | Marzo de 2016      |
| Kaguya-sama wo Kataritai (かぐや様を語りたい) | Aka Akasaka, G3 Ida                                      | Julio de 2018      |
| Kimi no Koto ga Dai Dai Dai Dai Daisuki na 100-nin no Kanojo (君のことが大大大大大好きな100人の彼女?)                                                                                             | Rikito Nakamura, Yukiko Nozawa                           | Diciembre de 2019  |
| Kingdom (キングダム?) | Yasuhisa Hara                                            | Enero de 2006      |
| Kowloon Generic Romance (九龍ジェネリックロマンス?) | Jun Mayuzuki                                             | Noviembre de 2019  |
| Kubo-san wa Mob wo Yurusanai (久保さんは僕を許さない?) | Nene Yukimori                                            | Octubre de 2019    |
| Kurogane no Valhollian (黒鉄のヴァルハリアン?) | Toshimitsu Matsubara                                     | Junio de 2021      |
| Oshi no Ko (【推しの子】?) | Aka Akasaka, Yokoyari Mengo                              | Abril de 2020      |
| Ouritsu Mahou Gakuen no Saikasei: Slum Agari no Saikyou Mahoushi, Kizoku darake no Gakuen de Musou suru (王立魔法学園の最下生～貧困街〈スラム〉上がりの最強魔法師、貴族だらけの学園で無双する～?) | Yusura Kankitsu, Fumi Nagatsuki                          | Enero de 2021      |
| Real (リアル?) | Takehiko Inoue                                           | Octubre de 1999    |
| Shadows House (シャドーハウス?) | Soumatou                                                 | Septiembre de 2018 |
| Shikizaki Shimai wa Abakaretai (四季崎姉妹はあばかれたい?) | Ryousuke Asakura                                         | Diciembre de 2021  |
| Shin Good Job (新グッドジョブ?) | Hiroshi Motomiya                                         | Febrero de 2022    |
| Shōnen no Abyss (少年のアビス?) | Ryo Minenami                                             | Febrero de 2020    |
| Snack Basue (スナックバス江?) | Forbidden Shibukawa                                      | Julio de 2017      |
| Stand UP Start (スタンドUPスタート?) | Shu Fukuda                                               | Junio de 2020      |
| Terra Formars (テラフォーマーズ?) | Yū Sasuga, Kenichi Tachibana                             | Septiembre de 2011 |
| Uma Musume Cinderella Gray (ウマ娘 シンデレラグレイ?) | Cygames, Junnosuke Itou, Masafumi Sugiura, Taiyou Kusumi | Junio de 2020      |
| Youki ni Naritai Shigure-san (陽キになりたい時雨さん?) | Kanata Oohama                                            | Junio de 2021      |

### Destacados
- Real
- One Punch-Man
- All You Need Is Kill
- Captain Tsubasa Road to 2002
- Elfen Lied
- HEN
- Himouto! Umaru-chan
- Neko Janai mon!
- Zetman
- Osu!! Karate Bu
- Gantz
- Kingdom
- B Gata H Kei
- Terra Formars
- Tokyo Ghoul
- Tough
- Rozen Maiden
- Golden Kamuy
- Liar Game
- Kaguya-sama wa Kokurasetai: Tensai-tachi no Ren'ai Zunōsen
- Oshi no Ko